# Ottaviano Nelli

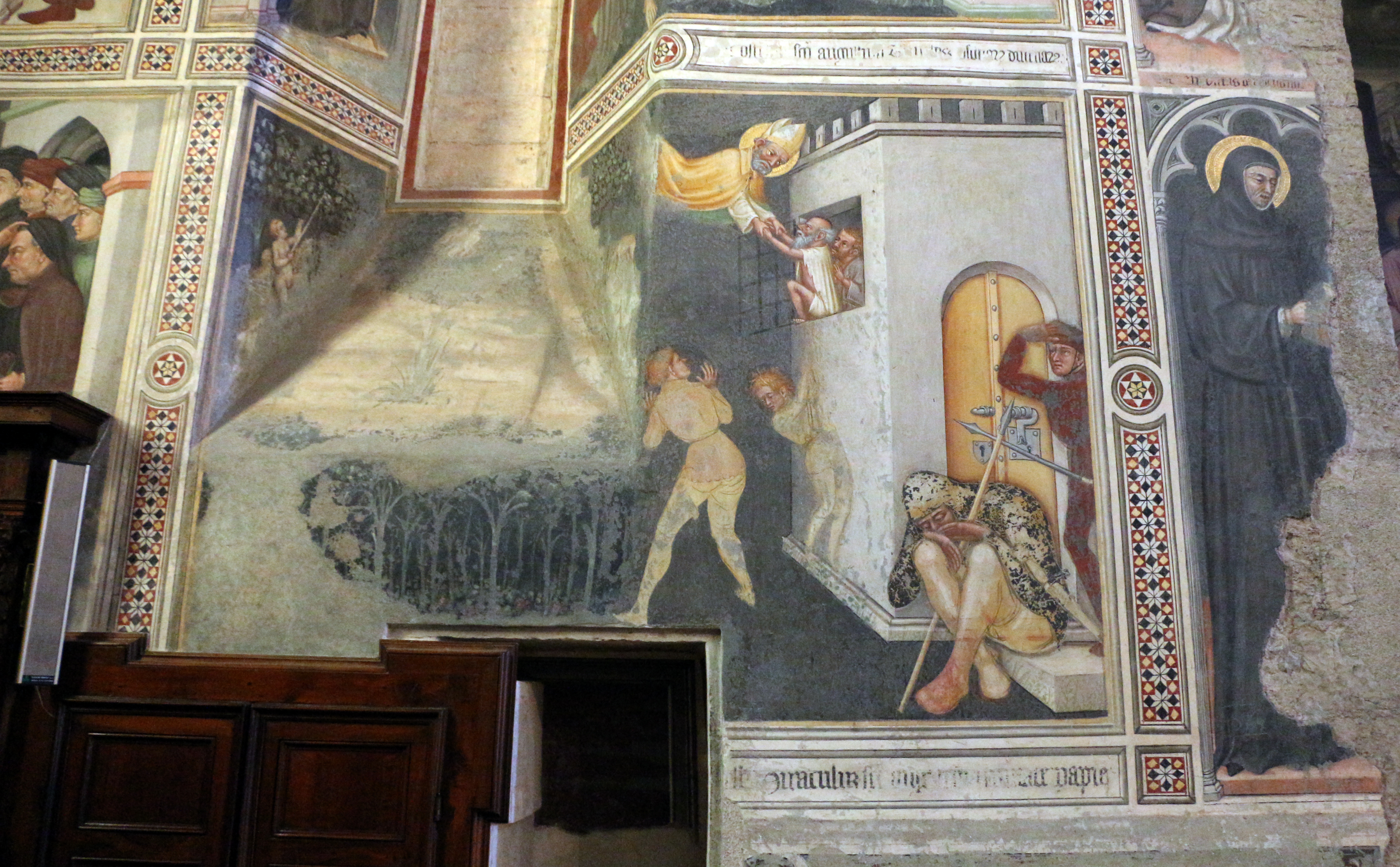
Nelli und Werkstatt, Freskenzyklus aus dem Leben des Heiligen Augustinus, Befreiung der Gefangenen, in Sant’Agostino, Gubbio, um 1430–40.

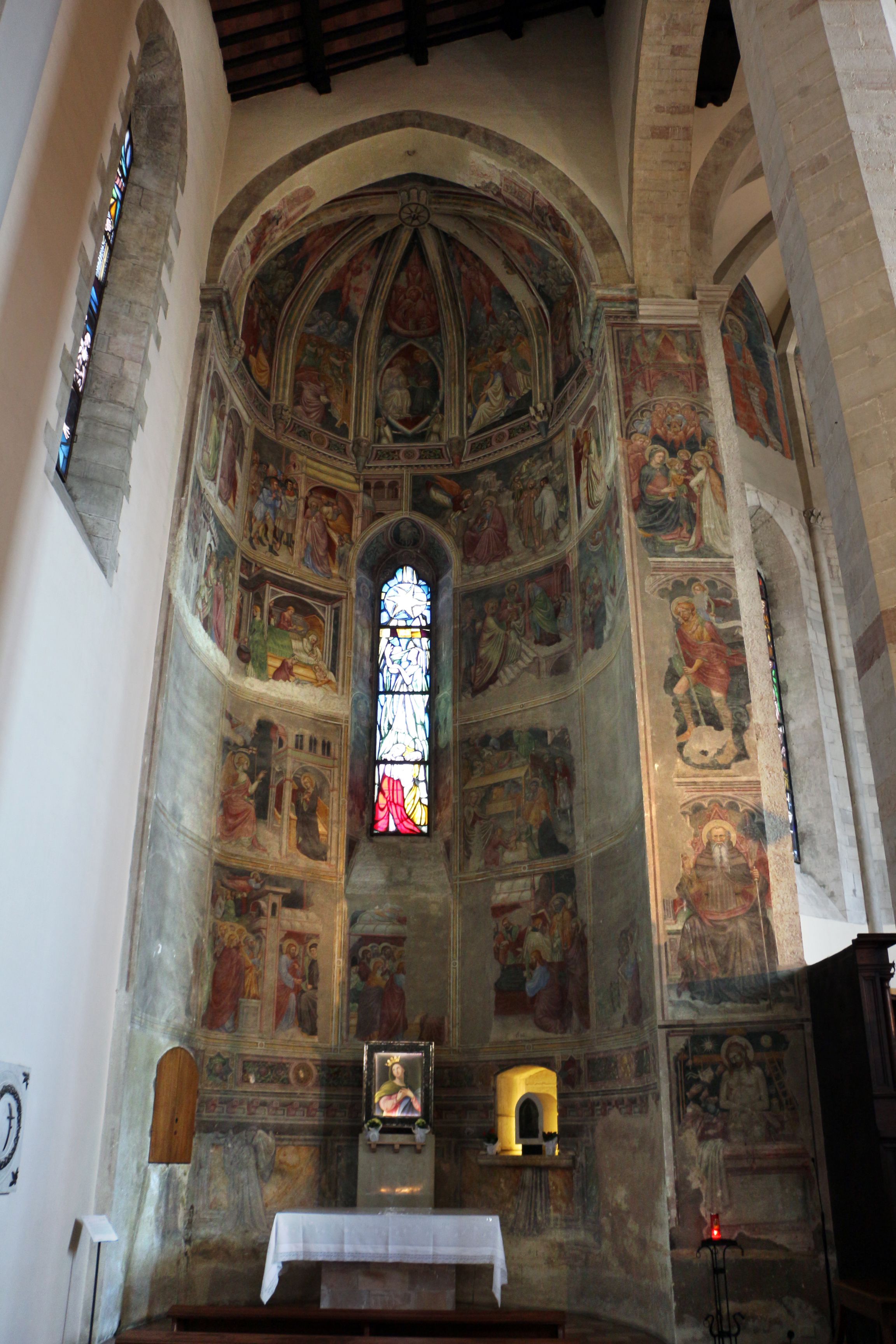
Nelli und Werkstatt, Freskenzyklus aus dem Leben der Jungfrau, 1410–15, San Francesco, Gubbio.

Ottaviano Nelli (* um 1375 in Gubbio; † um 1444) war ein umbrischer Maler des frühen Quattrocento. Nelli malte hauptsächlich Fresken, aber auch Tafelbilder. Er hatte mehrere Schüler und zwei Maler wurden von ihm beeinflusst.

## Leben
Ottaviano Nelli wurde in Gubbio in Umbrien als Sohn des Malers Martino Nelli geboren. Er arbeitete dort sowie in Perugia (1400), Urbino, Assisi und Foligno. Zu seinen Schülern zählen sein Bruder Tommaso, Domenico Di Cecco di Baldi, Giovanni Pintali, Giacomo Di Bedo und Ubaldo Di Matteo.
Nelli war 1440 „Consul“ (Vertreter der lokalen Regierung) des Stadtviertels Sant’Andrea in Gubbio. I im selben Jahr beauftragten ihn die Prioren von Perugia, mit Hilfe von Francesco d’Antonio und Christoforo di Nicoluccio aus Perugia, das Wappen des Herzogs Gian Galeazzo Visconti zu malen. 1403 malte er die Madonna del Belvedere in Gubbio und das Polyptychon von Pietralunga. 1424 malte er die Fresken des Palazzo Trinci in Foligno. Von 1428 bis 1432 war er Mitglied der Bruderschaft von Santa Croce in Florenz und arbeitete an dem Gemälde der von Engeln gekrönten Madonna für diese Kirche. 1441 wurde Domenico di Cecco sein Schüler und um dieses Jahr adoptierte er einen Sohn namens Mars. Seine Frau Balda starb vor 1458.

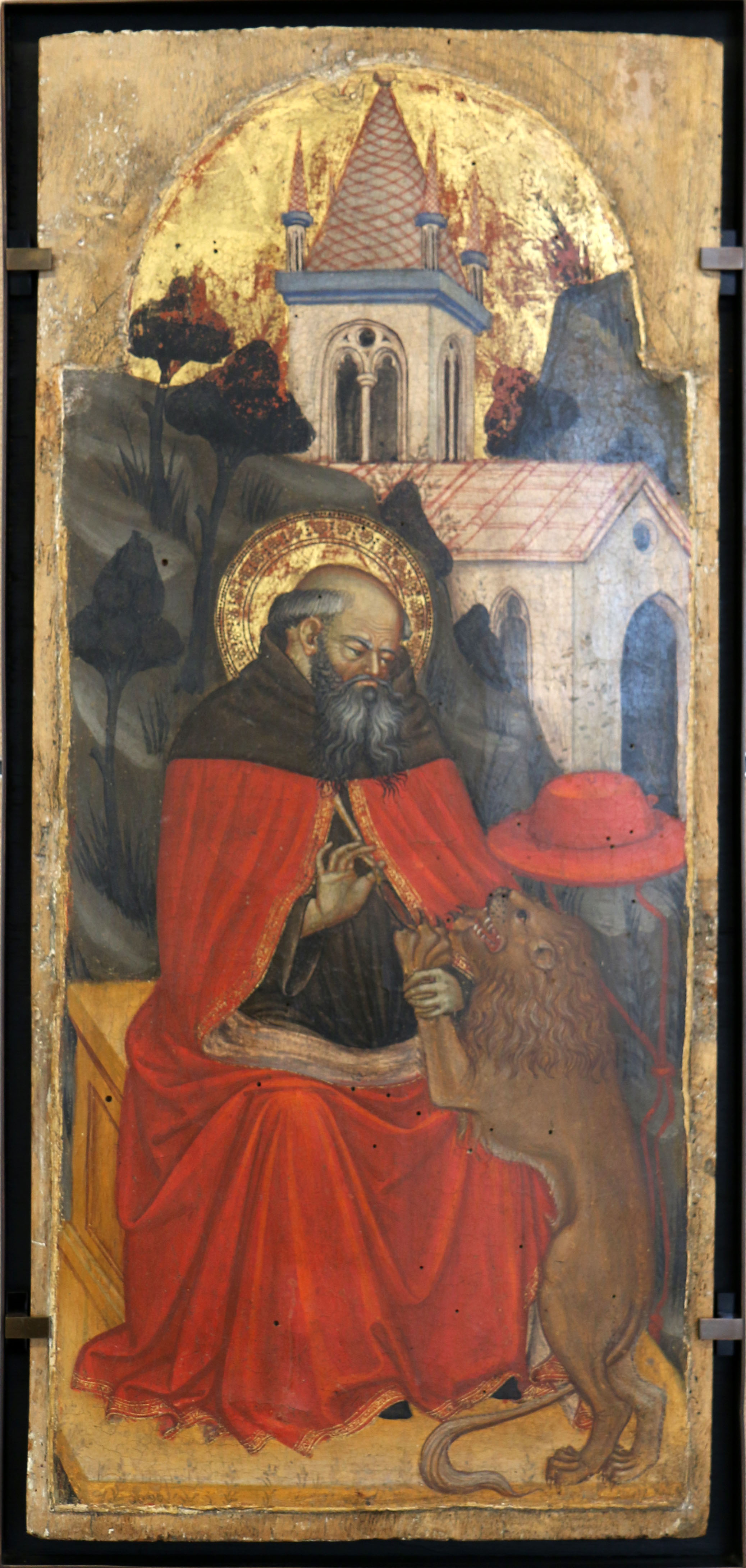
Der Heilige Hieronymus heilt den Löwen von Ottaviano Nelli, auf einer Tafel, Musée du Petit Palais (Avignon)

Die Maler Gentile da Fabriano und Giovanni Santi wurden von Nelli beeinflusst. Es wird angenommen, dass Fabriano und Nelli gemeinsam den Chor der Kirche Sant’Agostino in Gubbio ausschmückten.
Nelli und seine Werkstatt malten vor allem Fresken, viele davon in Kirchen in Gubbio und den nahe gelegenen Städten Umbriens. Er malte auch einige Bilder auf Tafeln, die jedoch selten sind. Eines seiner Tafelbilder befindet sich in der Kirche Sant’Agostino in Gubbio, das jedoch fast vollständig übermalt wurde. Eine zweite ähnliche Arbeit befindet sich in Montefalco. Austen Henry Layard schrieb, dass Nellis Bilder „seinen Fresken weit unterlegen“ seien.
Nach 1444 gibt es keine Aufzeichnungen mehr über Nelli und man nimmt an, dass er in diesem Jahr starb. Viele lokale Künstler, die er beeinflusste, erreichten keine Bedeutung. Die Schule von Gubbio, der er angehörte, wurde von der von Perugino Ende des 15. Jahrhunderts gegründeten Schule übernommen.

## Arbeiten
- Madonna del Belvedere (1403), Santa Maria Nuova, Gubbio[8]
- Leben der Jungfrau (1408 – ca. 1413), Freskenzyklus, San Francesco, Gubbio
- Madonna del latte e angeli, Urbino, Oratorium dell’Umiltà
- Life of the Virgin (1424), Freskenzyklus, Foligno, Kapelle des Palazzo Trinci
- Madonna del latte (nach 1427), Urbino, Oratorium von Santa Croce
- Tafeln eines Polyptychons, vor 1430, heute geteilt (mindestens eine fehlt):
  - Geburt Christi, Worcester Art Museum, Worcester, Mass.
  - Heiliger Hieronymus, Musée du Petit Palais, Avignon
  - Beschneidung Christit und Mystische Hochzeit des Heiligen Franziskus, Vatikanische Museen
- Leben des Hl. Augustinus, Freskenzyklus, um. 1430–40, Sant’Agostino, Gubbio
- Madonna della misericordia e santi, Urbino, Kirche der Madonna dell’Homo
- Jünstes Gericht, Fresko, Sant’Agostino, Gubbio
- Madonna, Fresko, Santa Maria della Piaggiola, Gubbio